# Spirostreptus pardalis
Spirostreptus pardalis är en mångfotingart som beskrevs av Carl Eduard Adolph Gerstäcker 1873. Spirostreptus pardalis ingår i släktet Spirostreptus och familjen Spirostreptidae. Inga underarter finns listade i Catalogue of Life.